# Салют-5
Салют-5, інші назви Алмаз-3, ОПС-3 або № 103, виріб 11Ф71 — радянська військова орбітальна станція, масою 19 т, виведена на орбіту ракетою-носієм Протон-К 22 червня 1976 року, зійшла з орбіти 8 серпня 1977 року, пробула на орбіті 412 діб.

## Польоти до станції
На станції планувалась робота чотирьох екіпажів. Вдалось здійснити два успішних польоти і один невдалий.
- Союз-21 був запущений 6 липня 1976 року з космодрому Байконур з екіпажем: командир Волинов Борис Валентинович, бортінженер Жолобов Віталій Михайлович. 7 липня система зближення корабля дала збій, однак екіпаж здійснив успішне ручне стикування.

Перша експедиція на ОПС-3 планувалась тривалістю два місяці, однак перед закінченням польоту екіпаж почав скаржитися на поганий запах на борту. Підозрюючи наявність токсичних хімічних речовин в атмосфері станції, імовірно через витік палива до герметичних відсіків, чиновники вирішили скоротити тривалість місії. 24 серпня екіпаж достроково повернувся на Землю.
- Союз-22 був запущений 15 вересня 1976 року з космодрому Байконур з екіпажем: командир Биковський Валерій Федорович, бортінженер Аксьонов Володимир Вікторович. Корабель здійснив автономний політ з фотографуванням поверхні Землі апаратурою МКФ-6 виробництва НДР. 23 вересня Союз-22 успішно приземлився за 200 км на південний захід від міста Цілиноград.

- Союз-23 був запущений 14 жовтня 1976 року з космодрому Байконур з екіпажем: командир Зудов В'ячеслав Дмитрович, бортінженер Рождественський Валерій Ілліч. 16 жовтня при наближенні до орбітальної станції Салют-5 на 100 метрів система стикування корабля дала збій. Датчики вказували неправильну бічну швидкість, тому двигун здійснював непотрібну корекцію під час зближення. Автоматичну систему відключили, але на стикування вручну не вистачило палива. 16 жовтня о 17:45:53 UTC Союз-23 приземлився вночі за місцевим часом в озері Тенгіз за два кілометри від берега за 140 км на південний схід від міста Аркалик при температурі −20 градусів Цельсія в сніговому бурані. Лід проломився, капсула потрапила у воду, але була на плаву, парашут намок, заповнився водою і затягнув капсулу нижче поверхні води, капсула стала замерзати. Опалювальні системи капсули вимкнулись для економії заряду акумуляторних батарей. Рятувальні амфібії спробували витягти капсулу, але не могли досягти її. Нарешті плавці прикріпили кабель до вертольота. Капсула була занадто важкою для підйому вертольотом, тому її тягли кілька кілометрів, щоб витягти на берег. Тільки вранці екіпаж зміг вийти з капсули. Офіційно було оголошено про відпрацювання пошуку і порятунку екіпажу після першої посадки на воду.

- Союз-24 був запущений 7 лютого 1977 року з космодрому Байконур з екіпажем: командир Горбатко Віктор Васильович, бортінженер Глазков Юрій Миколайович. На кораблі було доставлено ремонтне обладнання і обладнання для зміни атмосфери кабіни. Після прибуття аналіз показав, що в атмосфері відсутні токсини. Екіпаж частково замінив атмосферу зі спеціальної ємності в орбітальному відсіку корабля, щоб випробувати технологію майбутніх доставок повітря вантажними кораблями Прогрес. 25 лютого Союз-24 успішно приземлився за 37 км на північний схід від міста Аркалик. Політ тривав менше 18 діб, але був оцінений як успішний, оскільки екіпаж виконав майже стільки, скільки перший екіпаж станції за майже 50 діб. Було здійснено наукові експерименти з дослідження Сонця, спостереження Землі та матеріалознавства. 26 лютого зі станції було відстрелено капсулу спуску інформації КСІ (виріб 11Ф76), що згодом приземлилась на парашуті.

- Наступний екіпаж Анатолій Березовий/Михайло Лисун планував відвідати станцію, але під час двох успішних і одного невдалого польотів було використано три кораблі Союз, зарезервовані для програми ОПС-3. Під час чотиримісячної підготовки нового корабля Союз, виявилось, що Салют-5 споживає більше палива, ніж очікувалось, для підтримки орієнтації станції. Політ скасували і корабель, що створювався як Союз-25, здійснив політ як Союз-30 до цивільної станції Салют-6.

Станція зійшла з орбіти 8 серпня 1977 року.

## Параметри
- Довжина — 14,55 м
- Найбільший діаметр — 4,15 м
- Об'єм житлових відсіків — 100 м³
- Маса при запуску — 19 000 кг
- Ракета-носій — Протон-К
- Нахил орбіти — 51,6°
- Кількість сонячних батарей — 2
- Кораблі забезпечення — Союз
- Кількість стикувальних портів — 1
- Загалом пілотованих польотів — 3
- Загалом довготривалих пілотованих польотів — 2

## Хронологія польоту
| Дата       | Час (UTC) | Подія |
| ---------- | --------- | --- |
| 1976 рік   |           | |
| 22 червня  | 18:04:00  | З космодрому Байконур ракетою-носієм Протон-К (8K82K) запущено орбітальну станцію Салют-5 (ОПС-3). |
| 6 липня    | 12:08:45  | З космодрому Байконур ракетою-носієм Союз (11А511) запущено космічний корабель Союз-21 з екіпажем Волинов/Жолобов. |
| 7 липня    | 13:40     | Союз-21 зістикувався зі станцією Салют-5. |
| 24 серпня  | 15:12     | Союз-21 відстикувався від станції Салют-5. |
| 24 серпня  | 18:32:17  | Союз-21 успішно приземлився за 200 км на південний захід від міста Кокчетав. |
| 15 вересня | 09:48:30  | З космодрому Байконур ракетою-носієм Союз-У (11А511У) запущено космічний корабель Союз-22 з екіпажем Биковський/Аксьонов. |
| 23 вересня | 07:40:47  | Союз-22 успішно приземлився за 200 км на південний захід від міста Цілиноград. |
| 14 жовтня  | 17:39:18  | З космодрому Байконур ракетою-носієм Союз-У запущено космічний корабель Союз-23 з екіпажем Зудов/Рождественський. |
| 16 жовтня  | 17:45:53  | Союз-23 приземлився вночі за місцевим часом в озері Тенгіз за два кілометри від берега за 140 км на південний схід від міста Аркалик при температурі −20 градусів Цельсія в сніговому бурані. Лід проломився, капсула потрапила у воду, її витягли вертольотом. Офіційно було оголошено про відпрацювання пошуку і порятунку екіпажу після першої посадки на воду. |
| 1977 рік   |           | |
| 3 лютого   |           | З орбіти зійшла станція Салют-4 (ДОС-4). |
| 7 лютого   | 16:11     | Із космодрому Байконур ракетою-носієм Союз-У (11А511У) запущено космічний корабель Союз-24 з екіпажем Горбатко/Глазков. |
| 8 лютого   | 17:38     | Союз-24 зістикувався з ОС Салют-5. |
| 25 лютого  | 06:21     | Союз-24 відстикувався від ОС Салют-5 |
| 25 лютого  | 09:38     | Союз-24 успішно приземлився за 37 км на північний схід від міста Аркалик. |
| 8 серпня   |           | З орбіти зійшла станція Салют-5. |